# Stresemann (film)
Pour plus de détails, voir Fiche technique et Distribution.
Stresemann est un film allemand réalisé par Alfred Braun sorti en 1957.
Il s'agit d'une biographie de Gustav Stresemann.

## Synopsis
Le film couvre les six dernières années de Gustav Stresemann (1923-1929). L'homme politique est le ministre allemand des Affaires étrangères et brièvement le Chancelier du Reich. Les événements sont racontés du point de vue d'un disciple de Stresemann, de sa future secrétaire Annette Stein et du journaliste Heinz Becker.
Au cœur des événements se trouvent les années d'efforts déployés par Stresemann et son homologue français, Aristide Briand, pour trouver un équilibre franco-allemand quelques années seulement après la fin de la Première Guerre mondiale afin de garantir la paix sur le long terme en Europe.
À l'automne 1923, lorsque Stresemann devient chancelier du Reich pendant quelques semaines et assume les fonctions de ministre des Affaires étrangères, le Reich allemand se trouve dans une situation extrêmement difficile sur les plans politique et économique : inflation, chômage de masse, les dures conditions du traité de Versailles et l'occupation de la région de la Ruhr par les troupes françaises amènent le pays au bord de l'effondrement. À Munich, un certain Adolf Hitler tente en novembre de la même année un coup d'État.
Après la fin de la chancellerie, Stresemann demeure ministre des Affaires étrangères jusqu'à sa mort et participe de manière décisive à la formation et à la signature du plan Dawes, des accords de Locarno, la demande d'admission de l'Allemagne au sein de la Société des Nations, et du traité de Berlin de 1926. Le film montre la transformation de Stresemann d’un nationaliste allemand en un européen convaincu. Alors que sa politique de communication dans son propre pays suscite un vif rejet, il trouve dans son homologue français Briand une raison tout aussi politique.

## Fiche technique
- Titre : Stresemann
- Réalisation : Alfred Braun assisté de Franz M. Lang
- Scénario : Axel Eggebrecht, Ludwig Berger, Curt Johannes Braun (de)
- Musique : Boris Blacher
- Direction artistique : Otto Erdmann, Paul Koester, Wilhelm Vorwerg
- Costumes : Werner Boehm, Wolf Leder, Gertraud Recke
- Photographie : Friedl Behn-Grund
- Son : Clemens Tütsch
- Montage : Kurt Zeunert
- Producteur : Heinrich Jonen (de)
- Société de production : Meteor-Film
- Société de distribution : Prisma-Filmverleih
- Pays d'origine :  Allemagne de l'Ouest
- Langue : allemand
- Format : Noir et blanc - 1,37:1 - Mono - 35 mm
- Genre : Biographie
- Durée : 105 minutes
- Dates de sortie :
  -  Allemagne de l'Ouest : 11 janvier 1957.

## Distribution
- Ernst Schröder : Gustav Stresemann
- Leonard Steckel (de) : Aristide Briand
- Anouk Aimée : Annette Stein
- Wolfgang Preiss : Heinz Becker
- Susanne von Almassy (de) : Käte Stresemann (de)
- Jürgen Wölffer (de) : Wolfgang Stresemann
- Wolf Harnisch : Bernhard, le secrétaire de Stresemann
- Siegfried Schürenberg : Edgar Vincent d'Abernon
- Paul Dahlke : Le président du Reich Friedrich Ebert
- Wolfgang Kühne : Haguenin
- Paul Wagner (de) : Winkelmann
- Ernst Stahl-Nachbaur : Le médecin de Stresemann
- Erwin Kalser : Raymond Poincaré
- O. A. Buck (de) : Hesnard
- Arthur Malkowsky : Paul von Hindenburg
- Otz Tollen : Général von Seeckt
- Siegmar Schneider (de) : Sir Austen Chamberlain
- Gerhard Haselbach : Löbe
- Stanislav Ledinek : Monsieur Leger
- Alexa von Porembsky : Madame Leger
- Herbert Wilk : Rudolf Breitscheid
- Erich Poremski (de) : von Schubert

## Source de la traduction
- (de) Cet article est partiellement ou en totalité issu de l’article de Wikipédia en allemand intitulé « Stresemann (Film) » (voir la liste des auteurs).